# کوه ایساروگ
کوه ایساروگ (به لاتین: Mount Isarog) یک کوه و آتشفشان در فیلیپین است که در منطقه بیکل واقع شده‌است. کوه ایساروگ ۲٬۰۱۱٫۶ متر بالاتر از سطح دریا واقع شده‌است.